# Saint-Charles-la-Forêt
Saint-Charles-la-Forêt är en kommun i departementet Mayenne i regionen Pays de la Loire i nordvästra Frankrike. Kommunen ligger i kantonen Grez-en-Bouère som tillhör arrondissementet Château-Gontier. År 2022 hade Saint-Charles-la-Forêt 219 invånare.

## Befolkningsutveckling
Antalet invånare i kommunen Saint-Charles-la-Forêt
| Referens: INSEE |